# Арциховский, Артемий Владимирович
Арте́мий Влади́мирович Арцихо́вский (13 (26) декабря 1902, Санкт-Петербург — 17 февраля 1978, Москва) — советский археолог-славист и историк. Доктор исторических наук (1940), член-корреспондент АН СССР (1960). Профессор МИФЛИ, с 1939 года заведующий кафедрой археологии МГУ. Основатель и руководитель Новгородской археологической экспедиции (1932—1962). Основной круг научных интересов — славяно-русская археология, новгородские и московские древности. Известен как первооткрыватель, первый издатель и комментатор берестяных грамот.

## Биография
Родился в 1902 году в Петербурге в семье ботаника профессора В. М. Арциховского; мать была врачом. Юность и отрочество Артемия Владимировича прошли в столице донского казачества — Новочеркасске. В 1920 году он окончил среднюю школу, а затем два года проучился в политехникуме. Учился с удовольствием и слыл «умником». Уже в раннем возрасте проявилась феноменальная память Арциховского: подержав лист с текстом перед глазами две-три секунды, он запоминал его наизусть. Впоследствии он поражал собеседников тем, что помнил имена всех римских консулов, мог перечислить американских или французских президентов или, например, депутатов Государственных дум всех четырёх созывов. Уже после войны при встрече с бывшими студентами, сдававшими ему экзамен в довоенное время, он сразу называл их фамилии, даты сдачи экзаменов и их оценку, о которой многие из них уже сами забыли.
В 1920-е годы семья переехала в Москву. Арциховский, интересуясь историей, поступил на факультет общественных наук МГУ по специальности «славяно-русская археология». В 1925 году он окончил Московский университет (научный руководитель — В. А. Городцов). Ещё студентом он провёл раскопки ряда подмосковных курганов, в частности около деревень Никоново и Тупичино. После выпуска из университета стал сотрудником Государственного Исторического музея (1925—1928) и был принят в аспирантуру НИИ археологии и искусствознания РАНИОН (1925—1929), по окончании которой защитил кандидатскую диссертацию «Курганы вятичей» (опубликована в 1930 году), в 1940 году — докторскую «Древнерусские миниатюры как исторический источник» (опубликована в 1944 году). Был участником марксистского семинара под руководством В. М. Фриче, а также членом Общества историков-марксистов во главе с М. Н. Покровским. В 1927—1931 годах преподавал в МГУ сначала как ассистент, а с 1929 года — в звании доцента. С 1931 по 1960 год — научный сотрудник, а позднее заведующий сектором ГАИМК, ИА АН СССР, ИИМК АН СССР. В 1937 году, после открытия Исторического факультета Московского университета и возобновления преподавания археологии, Артемий Владимирович приглашён в университет на должность профессора. В 1939 году занял должность заведующего новообразованной кафедры археологии. С февраля 1940 года был постоянным членом учёного совета по реставрационным работам в Троице-Сергиевой Лавре, научным руководителем и главным архитектором которых был назначен И. В. Трофимов. В 1952—1957 годах — декан исторического факультета МГУ.
В 1929—1930 годах провёл свои первые археологические исследования в новгородской округе: курганных древностей в Хрепле и Курского городища. В 1932 году начал раскопки Новгорода, которые в 1932, 1934, 1936, 1937 годах велись в Славенском конце близ церкви Спаса на Ильине. В период 1933—1936 годов также руководил археологическими работами при строительстве первой очереди Московского метрополитена имени В. И. Ленина. Был историческим консультантом при съёмках фильма «Александр Невский» C. М. Эйзенштейна. В 1938—1939 годах руководил раскопками на Ярославовом дворище, где работы были продолжены в 1947—1948 годах. В 1940-е годы занимался раскопками курганов в Подмосковье: под Звенигородом (1940), Царицыным (1944) и в Беседах (1945—1946). В 1948 году проводил раскопки в Перыни под Новгородом. С 1951 года начал широкомасштабные раскопки на Неревском раскопе, которыми руководил до 1962 года.
Как и его отец, он был похоронен в Москве на Введенском кладбище (уч. 10).

## Научные достижения
Разработал методологию и методику источниковедческого анализа, ввёл в университетскую программу общий курс археологии.
В 1929 году Арциховский организовал Новгородскую археологическую экспедицию и провёл раскопки Рюрикова городища, с 1932 года начал исследования в историческом центре Великого Новгорода, а с 1951 года под его руководством были начаты систематические археологические раскопки широкими площадями. Под его началом была разработана методика вскрытия городского культурного слоя и заложены фундаментальные основы новгородской археологии, стратиграфического, хронологического и вещеведческого анализа. Он первым среди археологов привлёк письменные источники для осмысления археологических находок.
Арциховский считал, что Северное Причерноморье и Приазовье издавна (до XVIII века) населяли славяне. Так, он ошибочно приписывал славянам керамику салтово-маяцкой культуры VIII—X веков.
Важнейшим результатом деятельности Арциховского была находка 26 июля 1951 года на Неревском раскопе первой берестяной грамоты, с которой началось изучение новой стороны истории Руси. О том, что в Древней Руси существовали письма на бересте, знали и раньше, но считалось, что их писали чернилами и, значит, нельзя было рассчитывать на их сохранность. Найденные Арциховским грамоты показали, что текст на них выдавливали, процарапывали. Появился новый уникальный источник по истории русского средневековья.
Был талантливым педагогом и одним из самых блестящих (несмотря на дефект дикции) лекторов МГУ. Им был подготовлены и изданы учебники «Введение в археологию» и «Основы археологии», на которых учились несколько поколений археологов. С 1957 по 1978 год был главным редактором журнала «Советская археология». С 1956 года он также был главным редактором журнала «Вестник Московского университета (серия: История)».
Автор отчётов о раскопках в Новгороде за 1932, 1936—1939, 1947—1948 годы; за 1951—1976 годы (в соавторстве).
Автор более 100 научных публикаций.

## Награды
- Два ордена «Знак Почёта» (1945, 1951)
- Медаль «В память 800-летия Москвы» (1948)
- Лауреат премии имени М. В. Ломоносова МГУ (1966)
- Дважды лауреат Государственной премии СССР:
  - за 1970 год
  - за 1977 год (посмертно) — в составе авторского коллектива, за 6-томный научный труд «Очерки русской культуры XIII—XVII вв.» (1969—1979)

## Основные работы
- Бородинское городище // Труды секции археологии РАНИОН. Т. II. 1928.
- Новые методы археологии // Историк-марксист. 1929. № 14. С. 136—155.
- Курганы вятичей, М., 1930;
- Митяевские литейные формы, Тр. секции археол. РАНИОН. Т. V. 1930;
- Раскопки 1932 г. в Новгороде Великом (в соавторстве с М. К. Каргером) // Проблемы истории материальной культуры. 1933. № 1—2.
- Раскопки в Новгороде Великом летом 1934 г. // Историк-марксист. 1935. № 1 (41). С. 116—118.
- Раскопки 1930 г. в Новгородской земле // Советская археология, 1936. Т. I
- О методах вредительства в археологии и этнографии (в соавторстве с М. Воеводским, С. Киселевым, С. Толстовым) // Историк-марксист. 1937. № 2 (60). С. 78—91.
- Раскопки на Славне в Новгороде Великом (в соавторстве с Б. А. Рыбаковым) // СА, 1937. Т. III
- В защиту летописей и курганов // СА, 1937. Т. IV
- К истории Новгорода // ИЗ, 1938, № 2;
- Новгородские ремесла // Новгородский исторический сборник. Вып. 6. Новгород, 1939. С. 3—15.
- Новгород. Славенский холм, 1936 г. // Археологические исследования в РСФСР 1934—1936 гг. — М.—Л.: Изд-во АН СССР, 1941. — С. 25—28.
- Древнерусские миниатюры как исторический источник, М., 1944 (переиздание: Томск; М., 2004)
- Введение в археологию, 3-е изд., М., 1947
- Основные вопросы археологии Москвы // Mатериалы и исследования по археологии СССР, № 7, М.—Л., 1947, с. 7—22.
- Новгород Великий по археологическим данным // ВАН СССР, 1948, № 3;
- Раскопки на Славне в Новгороде // МИА № 11. М., 1949;
- Раскопки в восточной части Дворища в Новгороде // МИА № 11. М., 1949;
- Новые открытия в Новгороде // Вопросы истории, 1951, № 12;
- Новгородские грамоты на бересте (из раскопок 1951 года). М., 1953 (в соавт. с М. Н. Тихомировым);
- Новгородские грамоты на бересте (из раскопок 1952 года). М., 1954;
- Археологическое изучение Новгорода // Материалы и исследования по археологии СССР. Том 1. № 55. Труды Новгородской археологической экспедиции. М., 1956.
- Новгородские грамоты на бересте (из раскопок 1953—1954 годов). М., 1958 (в соавт. с В. И. Борковским);
- Основы археологии, 2-е изд., М., 1955
- Новые открытия в Новгороде, М., 1955 (in Russian and French)
- Новгородские грамоты на бересте (из раскопок 1955 г.). М., 1958 (в соавт. с В. И. Борковским);
- О новгородской хронологии // СА, 1959, № 4;
- Новгород Великий в XI—XV веках // Вопросы истории, 1960, № 9;
- Новгородские грамоты на бересте (из раскопок 1956—1957 гг.). М., 1963 (в соавт. с В. И. Борковским);
- Новгородские грамоты на бересте (из раскопок 1958—1961 гг.). М., 1963;
- Новгородские грамоты на бересте (из раскопок 1962—1976 гг.). М., 1978 (в соавт. с В. Л. Яниным).